# Samenstelling Belgische Senaat 1855-1859
De lijst van leden van de Belgische Senaat van 1855 tot 1859. De Senaat telde toen 55 zetels. Bij de verkiezingen van 12 juni 1855 werden 27 van de 54 rechtstreeks verkozen senatoren verkozen, meer bepaald in de kieskringen Gent, Eeklo, Aalst, Oudenaarde, Dendermonde, Sint-Niklaas, Charleroi, Bergen, Doornik, Aat, Thuin, Zinnik, Luik, Verviers, Hoei-Borgworm, Hasselt, Tongeren-Maaseik. 
Het nationale kiesstelsel was in die periode gebaseerd op cijnskiesrecht, volgens een systeem van een meerderheidsstelsel, gecombineerd met een districtenstelsel. Iedere Belg die ouder dan 25 jaar was en een bepaalde hoeveelheid cijns betaalde, kreeg stemrecht. Hierdoor was er een beperkt kiezerskorps. Daarnaast was er ook een senator van rechtswege.
De legislatuur liep van 13 november 1855 tot 26 mei 1859. Tijdens deze legislatuur waren achtereenvolgens de regering-De Decker (maart 1855 - november 1857) en de regering-Rogier II (november 1857 - december 1867) in functie. De regering-De Decker was een unionistische regering, de regering-Rogier II een liberale meerderheid.

## Samenstelling
| Begin legislatuur (1855) | Begin legislatuur (1855) | Begin legislatuur (1855) | Einde legislatuur (1859) | Einde legislatuur (1859) | Einde legislatuur (1859) |
| Fractie                  | Fractie                  | Zetels                   | Fractie                  | Fractie                  | Zetels                   |
| ------------------------ | ------------------------ | ------------------------ | ------------------------ | ------------------------ | ------------------------ |
|                          | Liberalen                | 28                       |                          | Liberalen                | 28                       |
|                          | Katholieken              | 26                       |                          | Katholieken              | 26                       |

Wijzigingen in fractiesamenstelling:
- In 1855 overlijdt de liberaal François De Munck. Zijn opvolger wordt de katholiek Joseph Felix Van Naemen.
- In 1857 overlijdt de katholiek Raphaël Pollet. Zijn opvolger wordt de liberaal Charles Sacqueleu.

## Lijst van de senatoren
| Senator                             | Partij    | Aanduiding                   | Kieskring                | Opmerkingen |
| ----------------------------------- | --------- | ---------------------------- | ------------------------ | --- |
| Edouard Cogels                      | Katholiek | Rechtstreeks gekozen senator | Antwerpen                | Voorzitter van de commissie Financiën. |
| Jean Michiels                       | Liberaal  | Rechtstreeks gekozen senator | Antwerpen                | |
| Charles du Trieu de Terdonck        | Katholiek | Rechtstreeks gekozen senator | Mechelen                 | Secretaris. |
| Charles-Joseph d'Ursel              | Liberaal  | Rechtstreeks gekozen senator | Mechelen                 | Voorzitter van de commissie Openbare Werken. |
| Philippe Gillès de 's Gravenwezel   | Katholiek | Rechtstreeks gekozen senator | Turnhout                 | |
| Engelbert Lauwers                   | Liberaal  | Rechtstreeks gekozen senator | Brussel                  | |
| Joseph Van Schoor                   | Liberaal  | Rechtstreeks gekozen senator | Brussel                  | |
| Benoît Hanssens                     | Liberaal  | Rechtstreeks gekozen senator | Brussel                  | Vervangt vanaf 16 maart 1857 de overleden François-Jean Wyns de Raucourt. Wyns de Raucourt was tot aan zijn dood op 4 januari 1857 ondervoorzitter.           |
| Louis Seutin                        | Liberaal  | Rechtstreeks gekozen senator | Brussel                  | |
| Henri Stiellemans                   | Liberaal  | Rechtstreeks gekozen senator | Brussel                  | Vervangt vanaf 16 maart 1857 Philippe Coppyn, die om beroepsredenen ontslag neemt.                                                                            |
| André de Ryckman de Winghe          | Katholiek | Rechtstreeks gekozen senator | Leuven                   | |
| Auguste d'Overschie de Neeryssche   | Katholiek | Rechtstreeks gekozen senator | Leuven                   | Vervangt vanaf 23 december 1856 de overleden Philippe de Wouters d'Oplinter.                                                                                  |
| Théodore Mosselman du Chenoy        | Liberaal  | Rechtstreeks gekozen senator | Nijvel                   | |
| Joseph Zaman                        | Liberaal  | Rechtstreeks gekozen senator | Nijvel                   | Vervangt vanaf 22 juni 1858 de overleden Jacques Coghen. Coghen was ondervoorzitter van 9 januari 1857 tot aan zijn dood op 15 mei 1858.                      |
| Jean-Marie de Pelichy van Huerne    | Katholiek | Rechtstreeks gekozen senator | Brugge                   | |
| Charles Van Woumen                  | Liberaal  | Rechtstreeks gekozen senator | Diksmuide                | |
| Gustave Pecsteen                    | Liberaal  | Rechtstreeks gekozen senator | Veurne-Oostende          | |
| Jules Joseph d'Anethan              | Katholiek | Rechtstreeks gekozen senator | Tielt                    | Voorzitter van de commissie Justitie. |
| Louis Gillès de Pelichy             | Katholiek | Rechtstreeks gekozen senator | Roeselare                | |
| Félix Bethune                       | Katholiek | Rechtstreeks gekozen senator | Kortrijk                 | |
| Franz Vergauwen                     | Katholiek | Rechtstreeks gekozen senator | Kortrijk                 | |
| Jean-Baptiste Malou-Vandenpeereboom | Katholiek | Rechtstreeks gekozen senator | Ieper                    | |
| Joseph De Block                     | Katholiek | Rechtstreeks gekozen senator | Eeklo                    | |
| Ferdinand d'Hoop                    | Katholiek | Rechtstreeks gekozen senator | Gent                     | |
| Louis Maertens                      | Katholiek | Rechtstreeks gekozen senator | Gent                     | |
| Jean Vergauwen-Goethals             | Katholiek | Rechtstreeks gekozen senator | Gent                     | |
| Joseph Felix Van Naemen             | Katholiek | Rechtstreeks gekozen senator | Sint-Niklaas             | Vervangt vanaf 13 december 1855 de overleden François De Munck (Liberaal).                                                                                    |
| Jean Cassiers                       | Katholiek | Rechtstreeks gekozen senator | Sint-Niklaas             | |
| Prosper Christyn de Ribaucourt      | Katholiek | Rechtstreeks gekozen senator | Dendermonde              | Quaestor. |
| Charles Rodriguez d'Evora y Vega    | Katholiek | Rechtstreeks gekozen senator | Oudenaarde               | Quaestor. |
| Théophile van de Woestyne           | Katholiek | Rechtstreeks gekozen senator | Aalst                    | Vervangt vanaf 22 februari 1859 de overleden Jean-Baptiste Joseph d'Hane de Steenhuyse.                                                                       |
| Hippolyte della Faille d'Huysse     | Katholiek | Rechtstreeks gekozen senator | Aalst                    | |
| Auguste Désiré Dethuin              | Liberaal  | Rechtstreeks gekozen senator | Bergen                   | Secretaris vanaf 29 december 1857. |
| Frédéric Corbisier                  | Liberaal  | Rechtstreeks gekozen senator | Bergen                   | |
| Pierre Wincqz                       | Liberaal  | Rechtstreeks gekozen senator | Zinnik                   | Vervangt vanaf 19 maart 1857 de overleden Alexandre Daminet.                                                                                                  |
| Alphonse de Rasse                   | Liberaal  | Rechtstreeks gekozen senator | Doornik                  | Vervangt vanaf 23 februari 1858 Victor Savart (Liberaal), die lid wordt van de Kamer van volksvertegenwoordigers. Savart was secretaris tot 16 december 1857. |
| Charles Sacqueleu                   | Liberaal  | Rechtstreeks gekozen senator | Doornik                  | Vervangt vanaf 10 november 1857 de overleden Raphaël Pollet (Katholiek).                                                                                      |
| Eugène de Ligne                     | Liberaal  | Rechtstreeks gekozen senator | Aat                      | Senaatsvoorzitter en voorzitter van de commissie Buitenlandse Zaken.                                                                                          |
| Ludovic de Robiano                  | Katholiek | Rechtstreeks gekozen senator | Thuin                    | |
| Ferdinand Spitaels                  | Liberaal  | Rechtstreeks gekozen senator | Charleroi                | Secretaris. |
| Eugène François de Dorlodot         | Katholiek | Rechtstreeks gekozen senator | Charleroi                | |
| Jean Lonhienne                      | Liberaal  | Rechtstreeks gekozen senator | Luik                     | Vervangt vanaf 25 februari 1858 de overleden Walthère Jamar.                                                                                                  |
| Alphonse Neef                       | Liberaal  | Rechtstreeks gekozen senator | Luik                     | Vervangt vanaf 11 november 1856 Jean-Nicolas Robert, die om gezondheidsredenen ontslag neemt.                                                                 |
| Joseph Forgeur                      | Liberaal  | Rechtstreeks gekozen senator | Luik                     | |
| Camille de Tornaco                  | Liberaal  | Rechtstreeks gekozen senator | Hoei                     | Ondervoorzitter vanaf 25 juni 1858. |
| Edmond de Selys Longchamps          | Liberaal  | Rechtstreeks gekozen senator | Borgworm                 | |
| Grégoire Laoureux                   | Liberaal  | Rechtstreeks gekozen senator | Verviers                 | |
| Antoine de Pitteurs-Hiegaerts       | Liberaal  | Rechtstreeks gekozen senator | Hasselt                  | Secretaris. |
| Louis-Joseph de Renesse             | Liberaal  | Rechtstreeks gekozen senator | Tongeren-Maaseik         | Voorzitter van de commissie Oorlog. |
| Auguste de Favereau                 | Liberaal  | Rechtstreeks gekozen senator | Aarlen-Bastenaken-Marche | |
| Célestin Bergh                      | Liberaal  | Rechtstreeks gekozen senator | Neufchâteau-Virton       | |
| Eugène de Cesve de Rosée            | Katholiek | Rechtstreeks gekozen senator | Philippeville            | |
| Jean d'Omalius d'Halloy             | Katholiek | Rechtstreeks gekozen senator | Dinant                   | Ondervoorzitter en voorzitter van de commissie Binnenlandse Zaken.                                                                                            |
| Pierre-Charles Desmanet de Biesme   | Katholiek | Rechtstreeks gekozen senator | Namen                    | |
| Leopold van België                  | -         | Senator van rechtswege       | -                        | |